# Priognathus monilicornis
Priognathus monilicornis är en skalbaggsart som först beskrevs av Randall 1838.  Priognathus monilicornis ingår i släktet Priognathus och familjen barkplattbaggar. Inga underarter finns listade i Catalogue of Life.